# Светско првенство у даљинском пливању 2011.
Светско првенство у даљинском пливању 2011. одржано је у оквиру 14. Светског првенства у воденим спортовима у Шангају 2011. Такмичење је одржано на отвореним водама код обале плаже Ђиншан од 19. до 23. јула.

## Дисциплине
Такмичење се одржало у 7 дисциплина. Нова дисциплина је екипно пливање на 5 км.
- 5 км мушкарци и жене појединачно и екипно
- 10 км мушкарци и жене појединачно
- 25 км мушкарци и жене појединачно

## Распоред такмичења
| Датум    | Дисциплина                 |
| -------- | -------------------------- |
| 19. јули | 10 км жене                 |
| 20. јули | 10 км мушкарци             |
| 21. јули | 5 км екипно                |
| 22. јули | 5 км жене, 5 км мушкарци   |
| 23. јули | 25 км жене, 25 км мушкарци |

## Освајачи медаља

### Мушкарци
| Дисциплина | Злато                     | Злато     | Сребро                    | Сребро    | Бронза                    | Бронза    |
| 5 км       | Томас Лурц · Немачка      | 56:16,2   | Спиридон Јаниотис · Грчка | 56:17,4   | Јевгениј Дратцев · Русија | 56:18,5   |
| 10 км      | Спиридон Јаниотис · Грчка | 1:54:24,7 | Томас Лурц · Немачка      | 1:54:27,2 | Сергеј Болшаков · Русија  | 1:54:31,8 |
| 25 км      | Петар Стојчев · Бугарска  | 5:10:39,8 | Владимир Дјачин · Русија  | 5:11:15,6 | Чаба Герчак · Мађарска    | 5:11:18,1 |

### Жене
| Дисциплина | Злато                               | Злато     | Сребро                        | Сребро    | Бронза                         | Бронза    |
| 5 км       | Свон Оберсон · Швајцарска           | 1:00:39,7 | Орели Милер · Француска (ФРА) | 1:00:40,1 | Ешли Твичел · Сједињене Државе | 1:00:40,2 |
| 10 км      | Кери-Ен Пејн · Уједињено Краљевство | 2:01:58,1 | Мартина Грималди · Италија    | 2:01:59,9 | Маријана Лимперта · Грчка      | 2:02:01,8 |
| 25 км      | Ана Марсела Куња · Бразил           | 5:29:22,9 | Ангела Маурер · Немачка       | 5:29:25,0 | Алис Франко · Италија          | 5:29:30,8 |

### Екипно
| Дисциплина | Злато                                                                                  | Злато   | Сребро                                                                               | Сребро  | Бронза                                                                             | Бронза  |
| 5 км       | Ендру Гемел (56:59,9) · Шон Рајан (57:00,0) · Ешли Твичел (57:00,6) · Сједињене Државе | 57:00,6 | Мелиса Горман (57:01,4) · Рис Мејнстоун (57:01,7) · Кај Херст (57:01,8) · Аустралија | 57:01,8 | Јан Волфгартен (57:40,4) · Томас Лурц (57:42,0) · Изабел Херле (57:44,2) · Немачка | 57:44,2 |

## Биланс медаља
| Медаље земље домаћина |

|    | Држава     | Злато | Сребро | Бронза | Укупно |
| -- | ---------- | ----- | ------ | ------ | ------ |
| 1. | Грчка      | 1     | 1      | 0      | 2      |
| 2. | Немачка    | 1     | 1      | 0      | 2      |
| 3. | Бугарска   | 1     | 0      | 0      | 1      |
| 4. | Русија     | 0     | 1      | 2      | 3      |
| 5. | Мађарска   | 0     | 0      | 1      | 1      |
|    | Укупно (5) | 3     | 3      | 3      | 9      |

|            | Држава               | Злато | Сребро | Бронза | Укупно |
| ---------- | -------------------- | ----- | ------ | ------ | ------ |
| 1.         | Бразил               | 1     |        |        | 1      |
| 1.         | Уједињено Краљевство | 1     |        |        | 1      |
| 3.         | Швајцарска           | 1     |        |        | 1      |
| 4.         | Италија              |       | 1      | 1      | 2      |
| 5.         | Француска            |       | 1      |        | 1      |
| 5.         | Немачка              |       | 1      |        | 1      |
| 7.         | Грчка                |       |        | 1      | 1      |
| 7.         | Сједињене Државе     |       |        | 1      | 1      |
| Укупно (8) | Укупно (8)           | 3     | 3      | 3      | 9      |

### Биланс медаља, укупно
|             | Држава               | Злато | Сребро | Бронза | Укупно |
| ----------- | -------------------- | ----- | ------ | ------ | ------ |
| 1.          | Немачка              | 1     | 2      | 1      | 4      |
| 2.          | Грчка                | 1     | 1      | 1      | 3      |
| 3.          | Сједињене Државе     | 1     | 0      | 1      | 2      |
| 4.          | Бразил               | 1     | 0      | 0      | 1      |
| 4.          | Бугарска             | 1     | 0      | 0      | 1      |
| 4.          | Уједињено Краљевство | 1     | 0      | 0      | 1      |
| 4.          | Швајцарска           | 1     | 0      | 0      | 1      |
| 8.          | Русија               | 0     | 1      | 2      | 3      |
| 9.          | Италија              | 0     | 1      | 1      | 2      |
| 10.         | Аустралија           | 0     | 1      | 0      | 1      |
| 10.         | Француска            | 0     | 1      | 0      | 1      |
| 11.         | Мађарска             | 0     | 0      | 1      | 1      |
| Укупно (11) | Укупно (11)          | 7     | 7      | 7      | 21     |

## Занимљивости
Трка на 25 километара је због изузетно високе температуре воде, која је у јутарњим часовима износила 31 °C је била на ивици регуларности. Због високе температуре ранијих дана трка је почела у 6 часова ујутро, што је 2 сата раније од предвиђеног у сатници на почетку првенства. Трку није завршило 20 такмичара, а неке који су завршили трку однети су на носилима. Руководство америчког пливачког тима позвало је америчке пливаче да прекину трку, поучени искуством из прошле године, када је америчка пливачица Френ Крпен бронзана са Олимпијских медаља у Пекингу 2008. умрла током трке на 10 километара у Уједињеним Арапским Емиратима.